# Robin Schulz

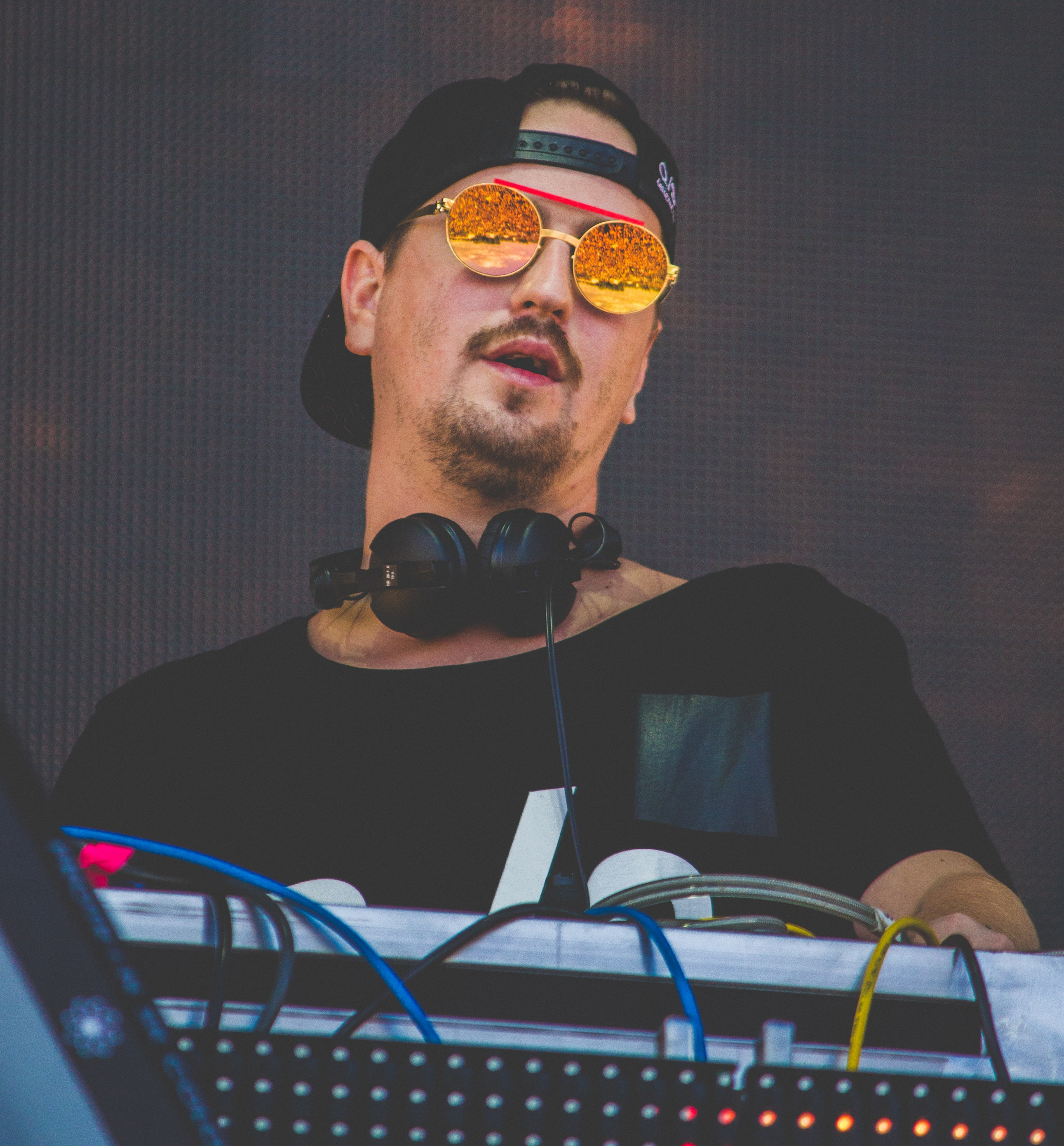
Robin Schulz (2017)

Robin Schulz (* 28. April 1987 in Osnabrück) ist ein deutscher DJ und Produzent. Er gewann viermal den Echo Pop und war für den Grammy nominiert.

## Leben

### Bis 2013: Kommerzieller Durchbruch mitWaves
Die elektronische Musik spielte seit der frühen Jugend in Robin Schulz’ Leben eine große Rolle. Sein Vater war in den 1980er Jahren ein renommierter DJ. Schulz selbst kaufte sich mit 15 Jahren den ersten Plattenspieler.
Er erlangte 2013 durch verschiedene Remixe populärer Hitsingles Bekanntheit. Der Remix des niederländischen Top-Ten-Hits Waves von Mr. Probz bekam auf seiner SoundCloud-Seite besonders viel Aufmerksamkeit. Seine Version wurde Anfang 2014 als Single in Deutschland und kurz darauf auch in Österreich und der Schweiz veröffentlicht. In allen drei Ländern kam der Mix auf Platz eins der Singlecharts. Daraufhin wurde das Lied europaweit veröffentlicht. In Großbritannien, Schweden und Norwegen erreichte es ebenfalls Platz eins, in Finnland, Dänemark und Frankreich Platz drei. Außerdem wurde es am Jahresende für einen Grammy Award in der Kategorie Beste Remix-Aufnahme nominiert.

### 2014:Prayer in C

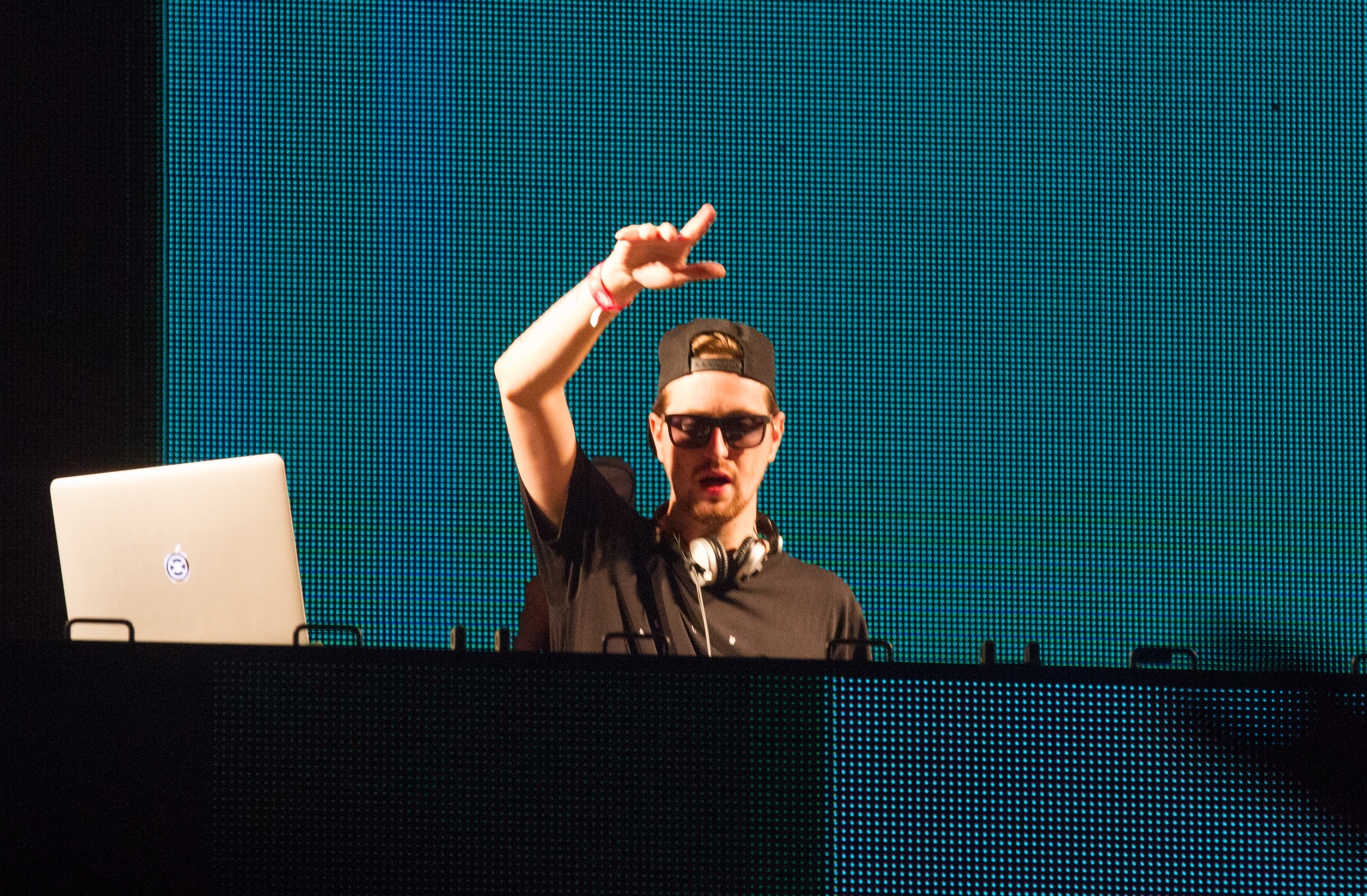
Robin Schulz beim Airbeat One 2015

Anfang 2014 stellte Schulz einen weiteren Remix auf seiner SoundCloud-Seite ein, der ebenfalls schnell hohe Aufrufzahlen erreichte. Er hatte sich den Song Prayer in C des französischen Folkpopduos Lilly Wood & the Prick vorgenommen, der zuvor nur als Albumtrack vorhanden war. Im Juni 2014 erschien der Remix von Schulz als Single in den deutschsprachigen Ländern und erreichte dort sofort Platz 1 der Charts. Nach drei Wochen hatte es in Deutschland Goldstatus. Zudem wurde der Remix nach Auswertungen der GfK zum „Sommerhit 2014“ gekürt. Im April 2020 erhielt der Remix schließlich für eine Million verkaufte Exemplare eine Diamantene Schallplatte in Deutschland, womit Prayer in C eine der meistverkauften Singles in Deutschland ist.
Am 6. September 2014 veröffentlichte er einen Remix von Alligatoahs Lied Willst du, der sich in den Singlecharts der deutschsprachigen Länder platzieren konnte. Am 15. September 2014 erschien in Kooperation mit der britischen Sängerin Jasmine Thompson Schulz’ erste Eigenkomposition Sun Goes Down. Diese verkaufte sich eine halbe Million Mal und stieg unter anderem in die Top-3 in allen deutschsprachigen Ländern. Am 19. September 2014 veröffentlichte er das Debütalbum Prayer, das neben den nationalen Top-10 auch internationalen Erfolg verbuchen konnte. Neben Neuproduktionen sind auch Titel von anderen Musikern enthalten.
Am 22. Oktober 2014 durfte Robin Schulz sich in das zweite Goldene Buch seiner Heimatstadt Osnabrück eintragen.

### 2015:Sugar
Im April 2015 erschien die Single Headlights mit der kalifornischen Singer-Songwriterin Ilsey. Am 25. September 2015 wurde Robin Schulz’ zweites Studioalbum Sugar veröffentlicht. Die gleichnamige Single, auf der der kanadische Singer-Songwriter Francesco Yates zu hören ist, wurde am 17. Juli 2015 veröffentlicht. Es handelt sich dabei um die Coverversion eines Liedes des US-amerikanischen Rappers Baby Bash. Der Track bildete in Deutschland, Österreich und der Schweiz die Spitze der offiziellen Single-Charts. Zudem erreichte er ein drittes Mal eine Platzierung in den USA. Über zwei Millionen Verkäufe zählt das Lied.
Am 18. September 2015 erschien mit Yellow die dritte Vorab-Singleauskopplung (Promo-Single) aus seinem zweiten Studioalbum Sugar. Der Song erschien in Kollaboration mit dem Produzenten-Duo Disciples. Diese erreichte in Deutschland und der Schweiz eine Single-Chartplatzierung. Eine Woche später erfolgte auch das Release des Albums. Sugar konnte in den deutschsprachigen Ländern den Erfolg von Prayer übertreffen, in der Schweiz erreichte das Album Platz 1. Auch in den Vereinigten Staaten erreichte das Album die offiziellen Albumcharts. Bei dieser Singleauskopplung arbeitet Schulz erstmals mit dem deutschen Produzententeam Junkx als Autor und Produzenten zusammen, unter deren Mithilfe fortan alle Veröffentlichungen von Schulz entstehen. Im Vorfeld war das Produzenten-Trio bereits für Mastering- und Programmierungsarbeiten wie unter anderem bei Sun Goes Down und Headlights für Schulz tätig.
Am 27. November 2015 erschien mit Show Me Love die vierte Singleauskopplung aus dem Album. Dieses wurde vom britischen Pop-Sänger Richard Judge gesungen. In Deutschland und Österreich konnte der Song in die Top-10 vorrücken. In der Schweiz erreichte Show Me Love Platz 12 in den Charts. In allen drei Ländern wurde die Single mit einer goldenen Schallplatte ausgezeichnet.

### 2016:Heatwave&Shed a Light

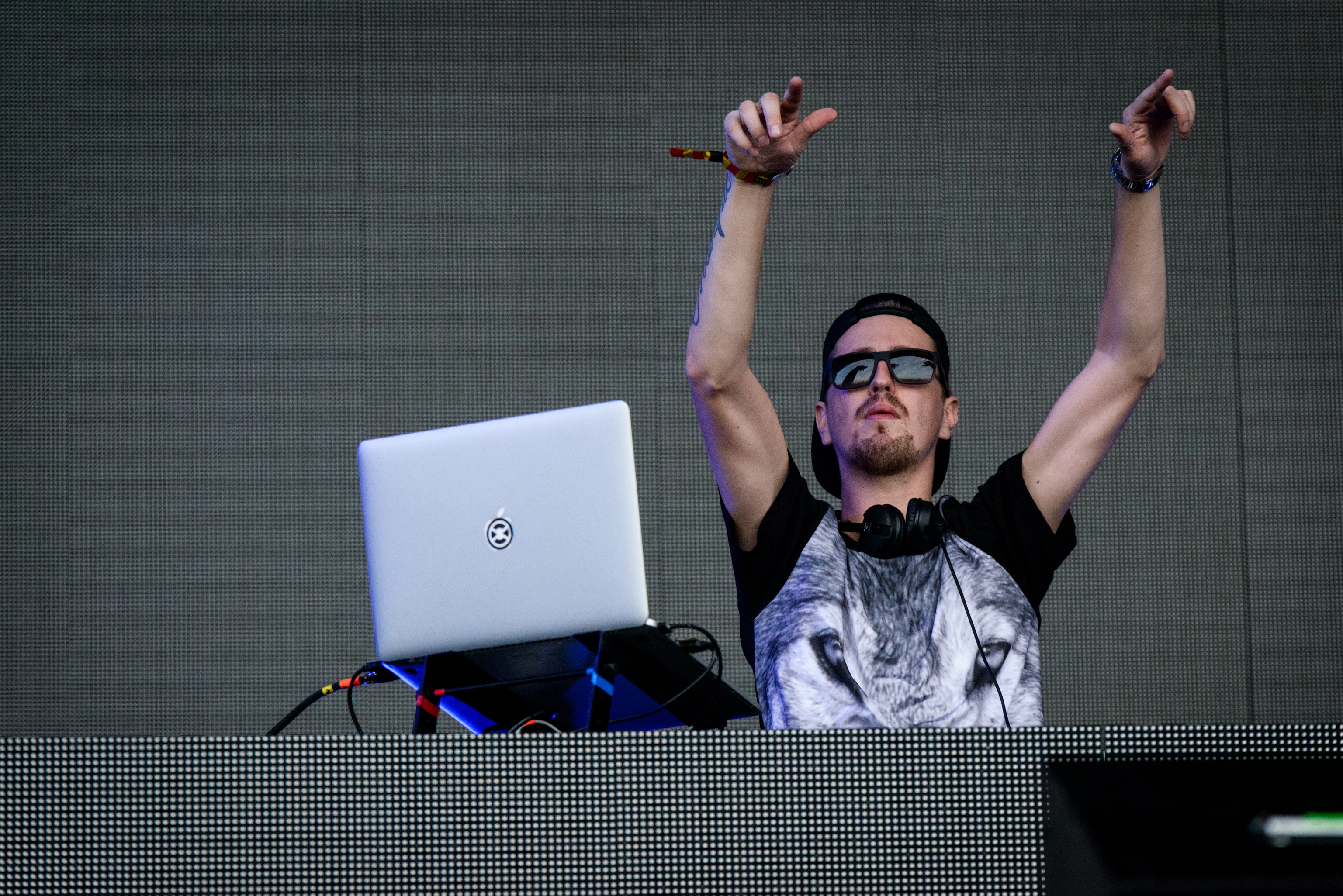
Robin Schulz beim Lollapalooza 2015

Mit Heatwave erschien am 13. Mai 2016 die letzte Single-Auskopplung aus Sugar. Das Lied entstand in Zusammenarbeit mit dem US-amerikanischen Sänger Akon. Die Studiosession erfolgte parallel zu denen zu Akon und DJ Antoines Holiday. Während anfangs Erfolg ausblieb, rückte es später bis in die obere Charthälfte von Deutschland und Österreich vor. In Deutschland wurde es zudem für 200 Tausend verkaufte Einheiten ausgezeichnet.
Shed a Light wurde am 25. November 2016 veröffentlicht. Diese Single produzierte er in Zusammenarbeit mit dem französischen DJ und Produzenten David Guetta und dem US-amerikanischen EDM-Trio Cheat Codes. Die Mischung aus Dance-Pop und Deep-House erreichte im Gegensatz zum Vorgänger wieder in Großbritannien die Single-Charts und rückte wieder in die Top-10 einer Reihe europäischer Länder, landete jedoch nur im Mittelfeld der französischen Charts. Im Frühjahr des Folgejahres wurde die Single in Italien mit einer Platin-Schallplatte ausgezeichnet. Auch im Vereinigten Königreich wurde es für 200 Tausend verkaufte Einheiten ausgezeichnet. Nach einem Lyric-Video erschien Anfang Januar 2017 das dazugehörige, für seine Kreativität gelobte Musikvideo.

### 2017: Dokumentarfilm &OK
Am 24. Februar 2017 feierte ein Dokumentarfilm mit dem Titel Robin Schulz – The Movie über Schulz’ Leben und Wirken als Discjockey in Hamburg Premiere. Einen Monat später trat er beim Ultra Music Festival in Miami auf. Dort premierte er unter anderem eine zweite Kollaboration mit Jasmine Thompson sowie das Lied OK, das in Zusammenarbeit mit James Blunt entstand. Am 19. Mai 2017 erschien OK als Single. Die Single erreichte unter anderem Platz zwei der deutschen und Schweizer Single-Charts. Das Lied ist die zweite Single-Auskopplung aus Robin Schulz’ drittem Studioalbum Uncovered. Mit I Believe I’m Fine folgte die dritte Singleauskopplung am 8. September 2017. Drei Wochen später folgte letztlich die Veröffentlichung von Uncovered. Ende des Jahres erschien mit Unforgettable die vierte Singleauskopplung aus dem Album.

### 2018–2022: Diverse Singleveröffentlichungen undIIII
Am 22. Juni 2018 erschien eine weitere Auskopplung aus seinem dritten Studioalbum. Schulz nahm das Lied Oh Child zusammen mit der kolumbianischen Latin-Pop-Band Piso 21 neu auf und veröffentlichte diese Version als Single. Am 23. August 2018 veröffentlichte Robin Schulz mit dem US-amerikanischen Schauspieler, Sänger und Songwriter Nick Jonas den Song Right Now. Er ist eine Mischung aus Elektro-Pop und lateinamerikanischen Stilelementen. Am 16. November 2018 erschien die Single Speechless, eine Zusammenarbeit mit der finnischen Sängerin Erika Sirola. Das dazugehörige Musikvideo wurde in Mumbai (Indien) gedreht. Mit All This Love erschien am 3. Mai 2019 die zweite Singleauskopplung, die bislang auf keinem Album von Schulz zu finden ist. Hierbei handelt es sich um eine Zusammenarbeit mit der US-amerikanischen R&B-Sängerin Harlœ.
Am 13. September 2019 veröffentlichte Schulz die Single Rather Be Alone, die in Zusammenarbeit mit dem griechischen DJ und Produzenten Nick Martin und dem US-Sänger Sam Martin entstand. Das Musikvideo dazu erschien am 7. Oktober 2019, welches die Geschichte von All This Love fortsetzt und in dem Toni Garrn als Schauspielerin zu sehen ist.
Im Januar 2020 erschien mit In Your Eyes eine weitere Single von Schulz. Hierbei handelt es sich um eine Kollaboration mit der norwegischen Singer-Songwriterin Alida. Das dazugehörige Musikvideo erzählt die Geschichte der beiden vorangegangenen Singles weiter. Am 29. Mai 2020 erschien mit Oxygen die zweite Single des Kalenderjahres. Es handelt sich dabei um eine Zusammenarbeit mit der schwedischen Singer-Songwriterin Winona Oak. Oxygen ist die erste Single, die unter Schulz’ neugegründeten Musiklabel Mentalo Music erschien. Drei Wochen nach der Veröffentlichung von Oxygen veröffentlichte Schulz gemeinsam mit Wes eine Neuauflage deren Single Alane aus dem Jahr 1997. Das Remake erreichte Platz 1 der deutschen Airplay Charts, wurde somit die zehnte Nummer-1-Platzierung des Künstlers in dieser Chartkategorie und machte Robin Schulz zum erfolgreichsten deutschen Künstler im deutschen Radio. Am 17. Juli 2020 erschien ein offizieller Remix zu Bob Marleys Sun Is Shining. Der Remix schaffte es auf Rang 91 der Schweizer Hitparade, in Deutschland und Österreich blieb ein Charteinstieg verwehrt. Mit All We Got erschien am 16. Oktober 2020 die fünfte Single von Schulz im Kalenderjahr 2020. Unterstützung erhielt er hierbei von der schwedischen Singer-Songwriterin Kiddo. Am 26. Februar 2021 erschien nach vier Jahren das vierte Studioalbum von Schulz mit dem Titel IIII. Zeitgleich veröffentlichte Schulz gemeinsam mit dem deutschen DJ Felix Jaehn die Singleauskopplung One More Time, die ebenfalls auf IIII zu finden ist. Das Stück platzierte sich in den Singlecharts aller D-A-CH-Staaten und erreichte mit Rang 37 seine höchste Platzierung in Deutschland.
Am 9. Juli 2021 veröffentlichte Schulz, gemeinsam mit dem deutschen DJ Alle Farben einen Remake des Medleys Somewhere over the Rainbow / What a Wonderful World, bei dem der Originalsänger Israel Kamakawiwoʻole auch als offizieller Gastsänger geführt wird. Am 12. November 2021 erschien mit Young Right Now eine gemeinsam Single mit dem israelischen Musiker Dennis Lloyd. Das Lied stammt ursprünglich von Lloyd, der es bereits zehn Jahre zuvor, im Alter von 18 Jahren, geschrieben habe und auf den richtigen Moment gewartet habe, um es zu veröffentlichen. Dies sei der Fall gewesen, nachdem Schulz ein „Rework“ davon tätigte. Bei Young Right Now handelt es sich nicht um die erste Zusammenarbeit zwischen Lloyd und Schulz. Schulz tätigte bereits einen Remix zu Lloyds Single Never Go Back.
Am 28. Januar 2022 veröffentlichte Schulz zusammen mit den deutschen Musikern Topic, Nico Santos und Paul van Dyk die Single In Your Arms (For an Angel). Dabei handelt es sich um eine Neuauflage von van Dyks For an Angel aus dem Jahr 1994.

### 2022:Miss You
Am 5. August 2022 veröffentlichte Schulz den Song Miss You. Der Berliner DJ Leon Kirschnek, alias Southstar, behauptete daraufhin, Schulz habe den Song von ihm geklaut. Kirschnek hatte bereits am 9. Mai 2022 einen gleichnamigen und fast identisch klingenden Song veröffentlicht. Am 30. Juli 2022 wurde dieser von Sony Music wiederveröffentlicht, nachdem Southstar bei dem Label unterschrieben hatte. Beide Versionen von Miss You basieren auf dem Song Jerk von Oliver Tree. Während bei Schulz’ Version Tree als Mitinterpret angegeben ist, wird er bei Southstars Version lediglich als Autor aufgeführt. Schulz und Tree stehen beide bei Sublabels der Warner Music Group unter Vertrag.
Southstars Behauptung, die in diversen Medien aufgegriffen wurde, löste massive Kritik an Schulz von Musikerkollegen sowie einen Shitstorm gegen ihn in den sozialen Medien aus. Schulz' Manager Stefan Dabruck veröffentlichte über Instagram eine Stellungnahme, in der er allgemein die Missachtung von Rechten in der Musikbranche thematisiert (ohne Southstar dabei direkt zu nennen) und angibt, die Irritationen um die Songveröffentlichung bewusst herbeigeführt zu haben. Er habe dies „über Robin’s  Kopf hinweg entschieden“ und Schulz habe „auf einen gemeinsamen Remix gehofft“. Auf diese Stellungnahme reagierte Southstar und gab an, Sony Music habe die Songrechte vor der Wiederveröffentlichung geklärt und er sei von Schulz oder Dabruck nie bezüglich eines gemeinsamen Remixes kontaktiert worden.
Für Matthias Schwarzer vom Redaktionsnetzwerk Deutschland gibt die Kontroverse um Miss You „einen interessanten Einblick in eine Industrie und in das Geschäft mit inoffiziellen Remix-Hits – und welche Streitereien dieses Geschäft mitunter auslösen kann“. Für Schwarzer bleibe unklar, „[w]er am Ende wirklich der Übeltäter ist“.

### 2023:Pinkund weitere Singleauskopplungen
Am 25. August 2023 veröffentlichte Schulz mit Pink sein fünftes Studioalbum. Das Album erreichte Chartplatzierungen in Deutschland, Österreich und der Schweiz, konnte aber nicht an die Erfolge seiner Vorgänger anknüpfen. Im Oktober 2023 arbeitete er mit der britischen Contemporary-R&B- und Popsängerin Rita Ora und dem argentinischen Rapper Tiago PZK zusammen. Daraus ging der Titel I’ll Be There hervor, der zum Charthit in Deutschland avancierte.

## Diskografie
Studioalben

| Jahr | Titel Musiklabel         | Höchstplatzierung, Gesamtwochen, AuszeichnungChartplatzierungen (Jahr, Titel, Musiklabel, Platzierungen, Wochen, Auszeichnungen, Anmerkungen) | Höchstplatzierung, Gesamtwochen, AuszeichnungChartplatzierungen (Jahr, Titel, Musiklabel, Platzierungen, Wochen, Auszeichnungen, Anmerkungen) | Höchstplatzierung, Gesamtwochen, AuszeichnungChartplatzierungen (Jahr, Titel, Musiklabel, Platzierungen, Wochen, Auszeichnungen, Anmerkungen) | Höchstplatzierung, Gesamtwochen, AuszeichnungChartplatzierungen (Jahr, Titel, Musiklabel, Platzierungen, Wochen, Auszeichnungen, Anmerkungen) | Höchstplatzierung, Gesamtwochen, AuszeichnungChartplatzierungen (Jahr, Titel, Musiklabel, Platzierungen, Wochen, Auszeichnungen, Anmerkungen) | Höchstplatzierung, Gesamtwochen, AuszeichnungChartplatzierungen (Jahr, Titel, Musiklabel, Platzierungen, Wochen, Auszeichnungen, Anmerkungen) | Anmerkungen                                                  |
| Jahr | Titel Musiklabel         | DE | AT | CH | UK | US | Dance | Anmerkungen                                                  |
| ---- | ------------------------ | --- | --- | --- | --- | --- | --- | ------------------------------------------------------------ |
| 2014 | Prayer Tonspiel (WMG)    | DE7 Platin · (47 Wo.)DE | AT10 (12 Wo.)AT | CH4 Gold · (51 Wo.)CH | UK86 Platin · (2 Wo.)UK | US42 (19 Wo.)US | Dance3 (34 Wo.)Dance | Erstveröffentlichung: 16. September 2014 Verkäufe: + 655.000 |
| 2015 | Sugar Tonspiel (WMG)     | DE3 Gold · (45 Wo.)DE | AT4 (15 Wo.)AT | CH1 (37 Wo.)CH | — | US154 (8 Wo.)US | Dance5 (4 Wo.)Dance | Erstveröffentlichung: 25. September 2015 Verkäufe: + 185.000 |
| 2017 | Uncovered Tonspiel (WMG) | DE11 (34 Wo.)DE | AT19 (16 Wo.)AT | CH12 (5 Wo.)CH | — | — | Dance12 (1 Wo.)Dance | Erstveröffentlichung: 29. September 2017 Verkäufe: + 10.000  |
| 2021 | IIII Warner Music (WMG)  | DE9 (4 Wo.)DE | AT29 (1 Wo.)AT | CH9 (5 Wo.)CH | — | — | — | Erstveröffentlichung: 26. Februar 2021 Verkäufe: + 20.000    |
| 2023 | Pink Warner Music (WMG)  | DE27 (1 Wo.)DE | AT66 (1 Wo.)AT | CH58 (1 Wo.)CH | — | — | — | Erstveröffentlichung: 25. August 2023                        |

## Auszeichnungen (Auswahl)
- 2015: Echo Pop – Dance national[41]
- 2016: Echo Pop – Dance national[41]
- 2016: Echo Pop – Bester Nationaler Act im Ausland[42]
- 2016: „Grand Prix“-Award des Pariser Musikvideo-Festivals für Sugar als bestes Musikvideo
- 2016: Spotify-Award „Most viral Track of the Year“ für die Single Sugar
- 2018: Echo Pop – Dance national[41]